# Lee Byeong-heon
Lee Byeong-heon (이병헌) est un réalisateur et scénariste sud-coréen, né le 23 juillet 1980. Il est surtout connu pour ses films Twenty (en) (2015) et Extreme Job (2019). Il a étudié à l'université Gachon (en).

## Filmographie

### En tant que réalisateur
- 2009 : Smell  (court-métrage)
- 2012 : Cheer Up Mr. Lee
- 2013 : Peckish Women (web-série)
- 2015 : Twenty (en)
- 2016 : Be Positive (en) (web-série)
- 2018 : What a Man Wants
- 2019 : Extreme Job[1]
- 2023 : Dream (en)[1]

### En tant que scénariste
- 2008 : Speedy Scandal (adaptation)
- 2011 : Sunny (adaptation)
- 2012 : Never Ending Story (en) (histoire)
- 2012 : Cheer Up Mr. Lee
- 2013 : Peckish Women
- 2014 : Tazza: The Hidden Card (adaptation)
- 2015 : Love Forecast (en)
- 2015 : Twenty (en)
- 2016 : Be Positive (en)
- 2022 : Again My Life (en)
- 2023 : Dream (en)

### En tant que producteur
- 2012 : Cheer Up Mr. Lee

## Récompenses
| Year | Prix                                                   | Catégorie                           | Œuvre       | Issue      |
| ---- | ------------------------------------------------------ | ----------------------------------- | ----------- | ---------- |
| 2012 | 38e cérémonie des Seoul Independent Film Festival (en) | Prix du public                      | Smell       | Nomination |
| 2015 | 51e cérémonie des Baeksang Arts Awards                 | Meilleur nouveau réalisateur (Film) | Twenty (en) | Nomination |
| 2015 | 52e cérémonie des Grand Bell Awards                    | Meilleur nouveau réalisateur        | Twenty (en) | Nomination |
| 2015 | 36e cérémonie des Blue Dragon Film Awards              | Meilleur nouveau réalisateur        | Twenty (en) | Nomination |
| 2015 | Association des acteurs du cinéma coréen               | Meilleur nouveau réalisateur        | Twenty (en) | Lauréat    |